# بحر تكساس الشمالي
بحر تكساس الشمالي (بالهولندية: Noordzee, Texas) (بالإنجليزية: North Sea Texas)‏ هو فيلم دراما فلاموني تم إنتاجه في بلجيكا وصدر في سنة 2011. ويتتبع الفيلم قصة بيم، وهو صبي يعيش مع والدته المتهورة، والذي يقع في حبّ مع صديقه جينو.

## وصلات خارجية
- بحر تكساس الشمالي على موقع IMDb (الإنجليزية)
- بحر تكساس الشمالي على موقع ميتاكريتيك (الإنجليزية)
- بحر تكساس الشمالي على موقع روتن توميتوز (الإنجليزية)
- بحر تكساس الشمالي على موقع نتفليكس (الإنجليزية)
- بحر تكساس الشمالي على موقع ألو سيني (الفرنسية)
- بحر تكساس الشمالي على موقع أول موفي (الإنجليزية)
- بحر تكساس الشمالي على موقع بوكس أوفيس موجو (الإنجليزية)
- بحر تكساس الشمالي على موقع فيلمافينيتي (الإسبانية)
- بحر تكساس الشمالي على موقع قاعدة بيانات الفيلم (الإنجليزية)
- بحر تكساس الشمالي على موقع ليتربوكسد (الإنجليزية)